# Жерміналь (фільм, 1993)
«Жерміналь» (фр. Germinal) — епічний фільм-драма французького режисера Клода Беррі, поставлений у 1993 році за однойменним романом Еміля Золя. Фільм отримав 6 161 776 переглядів у Франції, посівши 4-е місце серед найбільш відвідуваних фільм року У 1994 році фільм було номіновано у 12-ти категоріях на отримання кінопремії «Сезар», у двох з яких він отримав перемогу 

## Сюжет
Шахтарське містечко Монсу на півночі Франції переживає не найкращі часи: у розпалі економічна криза, яка має світовий масштаб. У окрузі закриваються підприємства, звільняються робітники. Вимушені згортати виробництво і хазяї вугільних копалень Монсу, куди приїжджає колишній механік Етьєн Лантьє (Рено Сешан) та починає працювати на шахті. Там він закохується у Катрін, доньку шахтаря. Коли робітники на шахті оголошують страйк, Етьєн стає одним з лідерів страйкарів. Він сподівається, що зможе поліпшити життя працівників, проте страйк тільки погіршує ситуацію. Напруга наростає, призводячи до погромів, побиття і серйозніших наслідків…

## В ролях
| Міу-Міу         | ···· | Маед           |
| Рено            | ···· | Етьєн Лантьє   |
| Жерар Депардьє  | ···· | Туссен Мае     |
| Жудіт Анрі      | ···· | Катрін Мае     |
| Жан-Роже Міло   | ···· | Шаваль         |
| Жан Карме       | ···· | Венсан Мае     |
| Лоран Терзієфф  | ···· | Суварін        |
| Бернар Фрессон  | ···· | Вікто́р Данелен |
| Жан-П'єр Біссон | ···· | Рассеньйор     |
| Жак Дакмен      | ···· | Філіп Енбо     |
| Анні Дюпре      | ···· | мадам Енбо     |

## Визнання
| Нагороди та номінації фільму «Жерміналь» | Нагороди та номінації фільму «Жерміналь» | Нагороди та номінації фільму «Жерміналь» | Нагороди та номінації фільму «Жерміналь»           | Нагороди та номінації фільму «Жерміналь» | Нагороди та номінації фільму «Жерміналь» |
| Рік                                      | Нагорода                                 | Категорія                                | Номінант                                           | Результат                                |                                          |
| ---------------------------------------- | ---------------------------------------- | ---------------------------------------- | -------------------------------------------------- | ---------------------------------------- | ---------------------------------------- |
| 1994                                     | «Сезар» (19-та церемонія)                | Найкращий фільм                          | Жерміналь                                          | Номінація                                |                                          |
| 1994                                     | «Сезар» (19-та церемонія)                | Найкраща режисерська робота              | Клод Беррі                                         | Номінація                                |                                          |
| 1994                                     | «Сезар» (19-та церемонія)                | Найкраща акторка                         | Міу-Міу                                            | Номінація                                |                                          |
| 1994                                     | «Сезар» (19-та церемонія)                | Найкращий актор другого плану            | Жан-Роже Міло                                      | Номінація                                |                                          |
| 1994                                     | «Сезар» (19-та церемонія)                | Найкраща акторка другого плану           | Жудіт Анрі                                         | Номінація                                |                                          |
| 1994                                     | «Сезар» (19-та церемонія)                | Найкращий сценарій                       | Клод Беррі, Арлетт Лангманн                        | Номінація                                |                                          |
| 1994                                     | «Сезар» (19-та церемонія)                | Найкраща операторська робота             | Ів Анжело                                          | Перемога                                 |                                          |
| 1994                                     | «Сезар» (19-та церемонія)                | Найкращі декорації                       | Хоанг Тан Ет                                       | Номінація                                |                                          |
| 1994                                     | «Сезар» (19-та церемонія)                | Найкращий дизайн костюмів                | Каролін Де Вівез, Сільві Ґотреле, Бернадетт Віллар | Перемога                                 |                                          |
| 1994                                     | «Сезар» (19-та церемонія)                | Найкраща музика до фільму                | Жан-Луї Рок                                        | Номінація                                |                                          |
| 1994                                     | «Сезар» (19-та церемонія)                | Найкращий монтаж                         | Ерве де Луз                                        | Номінація                                |                                          |
| 1994                                     | «Сезар» (19-та церемонія)                | Найкращий звук                           | П'єр Ґаме, Домінік Еннекен                         | Номінація                                |                                          |